# Tove (film)
Pour les articles homonymes, voir Tove.
Pour plus de détails, voir Fiche technique et Distribution.
Tove est un film finlandais réalisé par Zaida Bergroth, sorti en 2020.

## Synopsis
La vie de Tove Jansson, créatrice des Moumines.

## Fiche technique
- Titre : Tove
- Réalisation : Zaida Bergroth
- Scénario : Eeva Putro, Eeva Putro et Jarno Elonen
- Musique : Matti Bye
- Photographie : Linda Wassberg
- Montage : Samu Heikkilä
- Production : Aleksi Bardy et Andrea Reuter
- Société de production : Helsinki-Filmi et Anagram
- Société de distribution :
- Pays :  Finlande et  Suède
- Langue : suédois
- Genre : Biopic, drame et historique
- Durée : 103 minutes
- Dates de sortie : 
  -  Finlande : 2 octobre 2020

## Distribution
- Alma Pöysti : Tove Jansson
- Krista Kosonen : Vivica Bandler
- Shanti Roney : Atos Wirtanen
- Joanna Haartti : Tuulikki Pietilä
- Kajsa Ernst : Signe Hammarsten-Jansson, dit Ham
- Robert Enckell : Viktor Jansson, dit Faffan
- Jakob Öhrman : Sam Vanni
- Eeva Putro : Maya Vanni
- Wilhelm Enckell : Lars Jansson, dit Lasse
- Emma Klingenberg : Maj-Lis Wirtanen
- Juhana Ryynänen : Bruno Frank
- Dick Idman : Erik von Frenckell
- Simon Häger : Kurt Bandler
- Kira-Emmi Pohtokari : Mlle. Poikolainen
- Lidia Taavitsainen : Irja Koskinen
- Paavo Järvenpää : Göran Schildt

## Accueil
Le film a reçu un accueil favorable de la critique. Il obtient un score moyen de 63 % sur Metacritic.

## Distinctions
Le film a été nommé pour dix Jussis et en a reçu sept dont meilleur film.